# Acalypha maestrensis
Acalypha maestrensis är en törelväxtart som beskrevs av Ignatz Urban. Acalypha maestrensis ingår i släktet akalyfor, och familjen törelväxter. Inga underarter finns listade i Catalogue of Life.